# 植物大战僵尸2
《植物大战僵尸2》，原名为《植物大战僵尸2：奇妙时空之旅》（英語：Plants vs. Zombies 2: It Is About Time），是由宝开游戏开发、美国艺电发行的一款塔防类电子游戏。它是2009年大获成功的《植物大战僵尸》的续作。2012年8月，宝开游戏宣布续作正在开发中，并且表示其将包含“新功能、新设定、新场景”。在之后，公司宣布新游戏将于2013年7月18日发售，但在6月26日又传出发售延期的消息。7月9日，该游戏通过苹果App Store在澳大利亚和新西兰率先发行，中文版也已于2013年8月1日登陆AppStore。其他地区的发行因为价格调整和服务器测试预计推迟到8月15日发布。2013年10月23日，Android版出现在Google Play应用商店中（部分台灣用戶可下載）。

## 游戏模式
《植物大战僵尸2》的游戏模式继承自前作《植物大战僵尸》。与其他塔防类游戏类似，玩家要在己方阵地上放置一系列拥有攻击或防御功能的植物，来阻止不断到来的僵尸进入小屋吃掉玩家的脑子。每个场景被分为五条轨道，通常僵尸随机出现在某一条轨道，并沿直线前进。而普通植物也只能攻击或抵御一条轨道上的僵尸。每条轨道末端还有一台除草機（又称"小推车"），可以在僵尸突破到某条轨道底端时一次性清除该条轨道上所有僵尸。如果利用植物将出现的所有僵尸消灭或达到关卡目标，则宣告该关胜利；如果有僵尸进入小屋或未达成目标时，则宣告该关失败。不同的植物在构建防御阵地时具有不同的功能，而不同的僵尸也有各异的特殊能力，因此玩家需要根据本关僵尸的情况合理选择并种植植物，方能取得胜利。
同上一代作品设置在玩家屋子附近的设定不同，在续作中加入了时空变换元素，玩家被带到不同的地图场景中，如埃及、海盗港湾、狂野西部、未来世界、侏罗纪沼泽等。各场景中都有与之对应的僵尸，其中少数改编自前作，多数为原创。游戏过程也不同于前作中纯线性的模式，中文版在完成一张地图中的所有主线关卡后还会开启评星机制，此时玩家需要重玩各关，在要求不断严苛的情况下二次通关方可获得三颗星星。积攒星星可以用来兑换新物品、植物、植物阶级。
在本作中增加了"叶绿素(Plant food)"（中文版改為"能量豆"），可在每关中通过消灭绿色发光僵尸获得或随时支付金币购买获得（中文版需要钻石购买），对任意植物使用叶绿素后可以让其在短时间内发动特殊技能。每关最多可以储存的植物養料数量有限，且未使用的植物養料不会带到下一关。本作還配合觸控螢幕，提供了九種「金手指」功能，可發出強力攻擊或不同特殊效果，玩家可在遊戲中可以隨時支付金幣購買。另外中文版官方宣称因为早期中国大陆 Android 手机的性能问题，移除金手指，改为“战术黄瓜”，为玩家在游戏遇到困难时解急使用，部分声音称是“骗氪”的手段。金币在游戏进程中会从僵尸身上随机掉落，在完成各关后也会有部分金币奖励。
后续版本中增加了植物家族（Plant Families）效果，薄荷系列植物以及藤蔓系列植物。不同的植物根据属于被归类到不同家族，使用相应家族的薄荷会给植物带来时效性的增益。藤蔓系植物则可以与其他植物重叠种植在同一格，按照家族属性也有相应的藤蔓。
2018年3月，植物大战僵尸2发布了超Z战赛“Battlez”（2019年8月在国际版现称为战场赛“Arena”）。对于两人单战靠植物策略来赢最高分，赢得多，奖励机会越高。另外，僵尸不会吃你的脑袋，因为除草機会无限制復原。
2020年2月，植物大战僵尸2发布潘妮的追击“Penny's Pursuit”。潘妮的追击拥有简单、中等及困难的任务。这些任务完成后，会以供给1至2的Penny Perks。
2021年11月，植物大战僵尸2发布Thymed Events。Thymed Events这个关卡是限定活动游戏。2022年2月，植物大战僵尸2首部发布农历新年活动。

## 故事剧情
玩家从一代的庭院（Grass）出发，将辣椒酱借给疯狂戴夫（Crazy Dave）蘸玉米卷，戴夫想要再一次吃到同样的美味的玉米卷，所以玩家和戴夫一同穿越时空回到过去，寻找玉米卷。
一行人先后穿越古埃及（Ancient Egypt）、拓荒时期的美国西部（Wild West）、中世纪欧洲（Dark Ages）和夏威夷沙滩（Big Wave Beach），回到充满重金属摇滚和流行音乐的90年代（Neon Mixtape Tour），探访维京海盗的时代（Pirate Seas），尼安德人尚存的冰河世纪（Frostbite Caves），跟随探险者进入考古大发现时的遗落玛雅古城（Lost City），乃至数亿年前恐龙所统治的侏罗纪（Jurassic Marsh），甚至抵达一千多多年以后的遥远未来（Far Future）。发现了许多的新的世界植物，度过了一段愉快的旅程。
在各个时代，我们的老对手僵王博士（Dr.Zomboss）乔治·埃德加（George Edgar），继续狂热地追求脑子，但一次又一次被玩家一行人击败。于是博士带着其他时代的僵尸一同回到玩家出发之处，公元2009年的庭院（Modern Day），实施「时空谬论」计划，试图在玩家开始之前就将其阻拦。在最终战前，博士告诉玩家，戴夫一行人为了玉米卷严重扰乱了时空，他是为了修复破碎的如同拉链一般的时空才采取的行动。
当玩家在现代庭院关卡击败博士后，博士会掉落一个豪华墨西哥玉米卷。
主线故事就此告一段落
在新模式潘妮的追击（Penny's Pursuit）剧情中，疯狂戴夫突然被僵王博士抓走，为了救出戴夫，潘妮与玩家一起追踪僵王博士，面对全新的罗马时代僵尸和Z公司，再次展开了战斗⋯⋯

## 中文版

#### 植物大战僵尸2中文版
该版本为针对中国大陆用户推出的本土化版本，游戏语言为简体中文，充值渠道包括支付宝和微信等中国大陆主流支付方式，不包含PayPal。目前可以在拓维官网 （页面存档备份，存于）和各大应用商店（如：华为应用商店 小米应用商店 APP Store等）、TapTap等中国大陆手游平台下载。同时应中华人民共和国网络游戏实名制的要求，需要实名方可进入游玩。游戏起初由宝开公司在中国的分公司上海宝开负责，后来由代理商拓维游戏接手。在早期，中文版与国际版的内容区别并不大；后来因为进一步本土化产生了很大的差异。
不少的玩家认为中文版游戏系统设置过于复杂和累赘，如果没有玩家社区的指引很难玩到比较高的水平，充值系统设计也不够合理，长时间以来受到许多调侃和争议。近几个版本（截止2025年5月），速刷植物的推出与广泛使用、无尽，追击主流化、“免广告卡”等一系列表现反映出游戏“快餐化”。
另一方面，拓维游戏积极与景区，其他游戏IP等进行联动，在各大视频网站（如：哔哩哔哩等），社交媒体（主要是QQ），游戏平台进行宣传，植物大战僵尸2中文版热度有所上升。

## 评价
| 汇总媒体     | 得分  |
| ------------ | ----- |
| GameRankings | 89.9% |
| Metacritic   | 86%   |

| 媒体      | 得分      |
| --------- | --------- |
| Edge      | 9/10      |
| Eurogamer | 8/10      |
| GameSpot  | 8.9/10    |
| Gamezebo  | 5/5       |
| IGN       | 8.7/10    |
| Gamezebo  | 4.5/5颗星 |

本作获得了相当正面的评价。在GameRankings的评分达到89.9%，Metacritic的综合评分则是86。
值得一提的是，由于中文版运营方拓维游戏自身缺乏经验，制作水平也不如上海宝开，因此中文版的口碑一度非常糟糕。但在听取玩家意见有所改善，在TapTap的10分评价中获得5.5分，哔哩哔哩的10分评价中获得5.8分，华为应用市场的5分评价中获得3.7分，小米应用市场的5分评价中获得4.1分，APP Store的5分评价中获得3.7分。(截止2025年5月)